# Chano Lobato

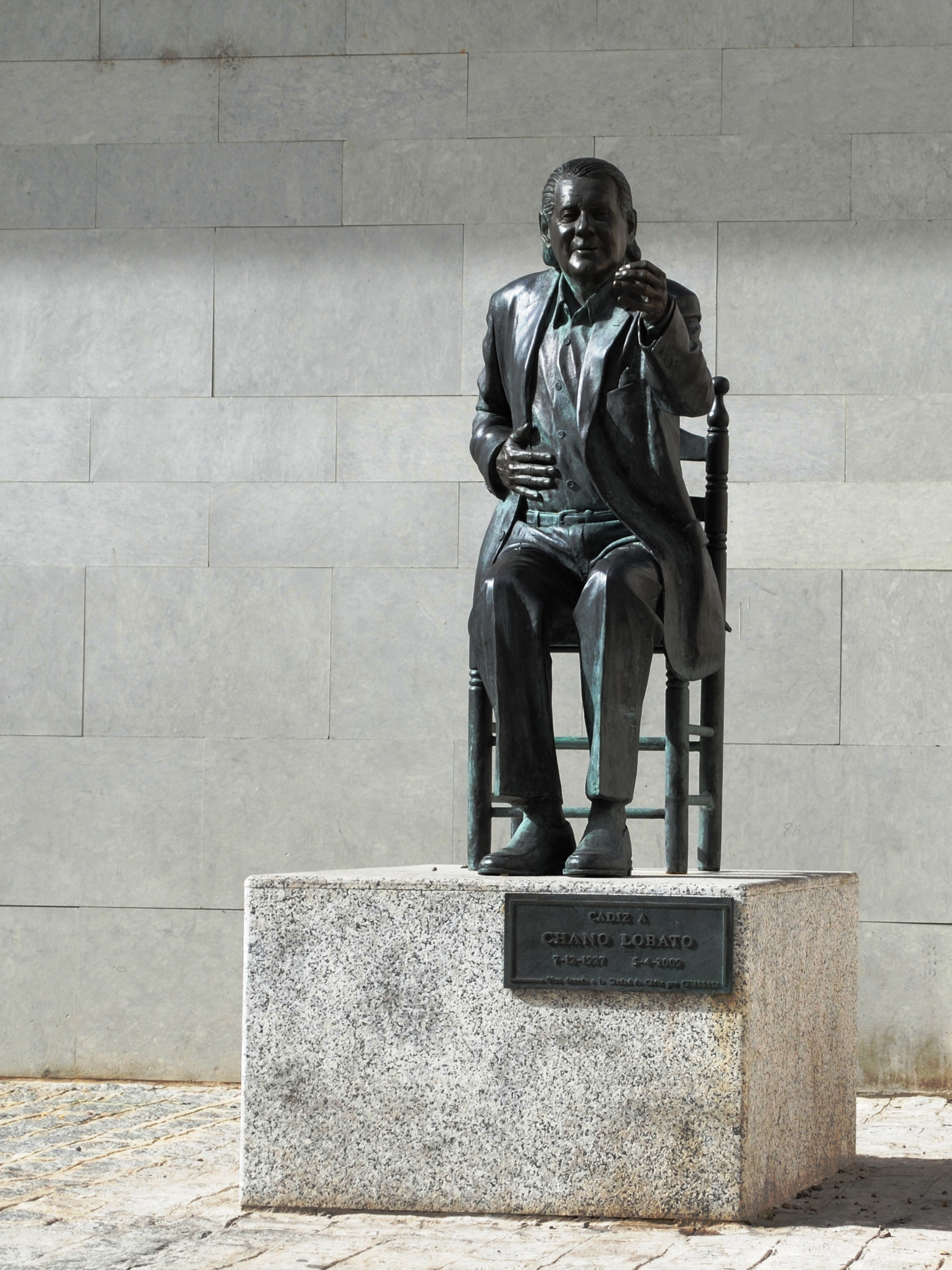
Plaza de la Merced, Cádiz.

Chano Lobato, spansk flamencosångare född 1927 i Cádiz, död 5 april 2009. Han är mycket tongivande i musikscenen för alegrías, tangos, bulerías, soleás och malagueñas. Han kan anses som arvtagaren till sångare som Aurelio Sellés, Pericón, och El Flecha.